# إيفاريستو إيساسي
إيفاريستو إيساسي (بالإسبانية: Evaristo Isasi)‏ مواليد 26 أكتوبر 1955 في أسونسيون، هو لاعب كرة قدم باراغواياني سابق كان يلعب في مركز الهجوم. سبق له أن لعب في كأس العالم لكرة القدم مع منتخب بلاده في مونديال عام 1986.

## المسيرة الاحترافية

### أندية لعب لها
- أوليمبيا أسونسيون
- ديبورتيس توليما

## روابط خارجية
- إيفاريستو إيساسي على موقع الاتحاد الدولي (مؤرشف)  (الإنجليزية)
- إيفاريستو إيساسي على موقع قاعدة بيانات كرة القدم.إي يو (الإنجليزية)
- إيفاريستو إيساسي على موقع ناشيونال فوتبول تيمز (الإنجليزية)
- إيفاريستو إيساسي على موقع عالم كرة القدم.نت (الإنجليزية)